# 부르키나파소의 로마 가톨릭 교구 목록
부르키나파소의 로마 가톨릭 교구는 3개 관구에 3개 관구장좌대교구와 12개 일반 교구로 구성된다

## 교구

### 보보디울라소 관구(Province of Bobo-Dioulasso)
- 보보디울라소 관구장좌 대교구(Archdiocese of Bobo-Dioulasso)
- 방포라 교구( Diocese of Banfora)
- 디두구 교구( Diocese of Dédougou)
- 디에부구 교구(Diocese of Diébougou)
- 누나 교구(Diocese of Nouna)
- 가와 교구(Diocese of Gaoua)

### 쿠펠라 관구( Province of Koupéla)
- 쿠펠라 관구장좌 대교구( Archdiocese of Koupéla)
- 도리 교구( Diocese of Dori)
- 파다응구루마 교구( Diocese of Fada N’Gourma)
- 가야 교구( Diocese of Kaya)
- 텐코도고 교구( Diocese of Tenkodogo)

### 와가두구 관구(Province of Ouagadougou)
- 와가두구 관구장좌 대교구( Archdiocese of Ouagadougou)
- 쿠두구 교구( Diocese of Koudougou)
- 망가 교구( Diocese of Manga)
- 와이구야 교구( Diocese of Ouahigouya)